# (33931) 2000 LW28
2000 LW28 (asteroide 33931) é um asteroide da cintura principal. Possui uma excentricidade de 0.18224210 e uma inclinação de 3.63658º.
Este asteroide foi descoberto no dia 6 de junho de 2000 por LONEOS em Anderson Mesa.